# Munden (Kansas)
Munden – miasto w Stanach Zjednoczonych, w stanie Kansas, w hrabstwie Republic.